# Ankh-Morpork
Ankh-Morpork es una ciudad estado ficticia, la más grande del Mundodisco, universo en el que se ambientan la saga de novelas de Terry Pratchett. Se sitúa en la costa del mar circular entre las regiones de Klatch y Lancre. La rodean los campos de col de las llanuras Sto. En realidad son dos ciudades separadas por un río llamado el Ankh, que está tan lleno de basura que se puede cruzar andando. Su población la componen cerca de cien mil almas (repartidas entre un millón de personas). Es la ciudad más cosmopolita del disco; allí trolls, enanos y humanos tienen una convivencia casi pacífica. Incluso no-muertos como vampiros y zombis o no-vivos como los golems gozan de cierta aceptación.

## Instituciones

### Gobierno
La ciudad es dirigida por un "Patricio", que es elegido de entre los presidentes de los diferentes gremios, aunque generalmente proviene del más sobresaliente en ese momento. 
El patricio actual es Lord Vetinari, quien fue el más aclamado líder del gremio de asesinos de la ciudad. La ciudad bajo su mando se rige por un sistema democrático de "un hombre, un voto"; claro que el hombre es él y ese voto es suyo. Vetinari legalizó y organizó a los criminales en los gremios, ya que, según su punto de vista, si es inevitable tener crimen en la ciudad, por lo menos que sea crimen organizado y pague impuestos.
En muchos sentidos los gremios mantienen el orden de la ciudad, ya que tienen cierto control sobre sus áreas. Por ejemplo, el gremio de ladrones controla que el número de robos al año esté dentro de lo "legal", y un miembro del gremio de asesinos jamás mataría a alguien gratis de manera gratuita. Los gremios controlan sus artes y oficios con extremado celo, y alguien que robe o mate sin pertenecer a un gremio tendría una intensa aunque muy breve charla sobre los derechos y deberes que le corresponden.
Los gremios más importantes los de ladrones y asesinos. Tienen unas cuotas "razonables" de muertes y robos. Si las sobrepasan son castigados. En general, una persona puede ser asaltada pero si lleva grandes sumas de dinero se le deja en paz, ya que por la naturaleza de la patente laboral, este tipo de robo está fuera de su ámbito, el cual no incluye a los abogados. Incluso cada año un ciudadano puede presupuestar la cantidad de veces que es asaltado, acordando con el gremio facilidades tales como valores a ser sustraídos por sus miembros, insultos recibidos por las víctimas, cantidad y naturaleza de los golpes, etc. 
Obviamente, después de cada servicio, a la víctima se le entrega una factura por los servicios prestados; que sean criminales no significa que sean deshonestos. Otra importante contribución de los gremios es la de evitar que individuos no inscritos o educados en el gremio hagan trabajos, ya que esto se considera ilegal, por lo que es común que en el techo de las sedes de los gremios de asesinos o de ladrones (los dos más ricos y poderosos de la ciudad) estén usando los cuerpos de trabajadores no registrados en el gremio como veletas para prevenir que estas ideas tengan nuevos brotes.

### Consejo
En caso de catástrofe se convoca un Consejo, consistente en los jefes de los gremios más importantes, el Archicanciller de la Universidad Invisible y los sacerdotes de los principales templos, quienes a pesar de no tener un gremio, ven en el sacerdote de Io el Ciego (Hugnon Ridcully, hermano del actual Archicanciller de la UI) a su líder, si bien de mala gana.

### Guardia nocturna
La idea de que los gremios controlen a sus miembros ha dejado obsoleta la idea de una Policía, y la Guardia Nocturna estará inoperante hasta que el capitán y futuro comandante y Duque de la ciudad Samuel Vimes se decida a revitalizarla. Con la ayuda del Capitán Zanahoria vuelven a la guardia una fuerza temible y funcional.

### Universidad Invisible
Una de las instituciones principales en la vida social de Ankh-Morpork es la Universidad Invisible, productora magos, los mejores magos del disco y Rincewind. La UI es el principal centro de magia del Disco, pero decir que es parte de la ciudad es casi metafórico, ya que existe en varias dimensiones a la vez. Cuenta con 5000 habitaciones, sala de bolos y su propia cervecería, entre otras comodidades que vuelven del claustro una ciudad dentro de la ciudad.

## Geografía

### La ciudad
Ankh-Morpork se parte por el Ankh, un rio que ha inspirado a generaciones de poetas y laurees, por lo general a irse lo más lejos posible y no volver jamás. Está en una excelente posición comercial.
Permaneciendo aproximadamente equidistante del frío Hub y el tropical Rim, Ankh-Morpork es en el Mundodisco el equivalente a la zona templada.
El nombre “Ankh-Morpork” comprende tanto la ciudad en sí misma circundada por una muralla de alrededor de una milla (1,6 km), como los suburbios y granjas que la rodean. El río Ankh divide la ciudad en dos: Ankh, la parte rica, y Morpork, la parte pobre, en la que está incluido el barrio de "Las Sombras".
Ankh-Morpork está construida sobre arcilla negra, aunque principalmente está construida sobre más Ankh-Morpork, dado que la naturaleza de sus ciudadanos y las crecidas del río Ankh, hicieron suponer que era mucho más fácil construir sobre los edificios ya existentes cuando los sedimentos eran ya muy altos, que excavar. Esto ha dado como resultado dos cosas: en primer lugar, mucha gente es propietaria de sótanos y no lo sabe; y en segundo lugar, existe una red de túneles bajo Ank-Morpork hecha de viejas calles y alcantarillas abandonadas. Estos sótanos desconocidos permiten a la gente manejarse sin dificultad. La población de enanos de la ciudad ha extendido esto en una compleja red de túneles, la cual recientemente ha sido declarada propiedad municipal. Ankh-Morpork es también la ciudad con más enanos en todo el disco con unos 50.000 enanos viviendo en ella (La verdad, El quinto elefante).

### El río Ankh
El Ankh es básicamente una parodia del río Támesis durante los siglos XVIII y XIX, durante los cuales era insalubre y estaba contaminado.
Incluso antes de entrar a la ciudad de Ankh-Morpork, el río Ankh está lleno de cieno de las llanuras, para cuando alcanza la zona marítima de la ciudad, hasta un agnóstico podría cruzar sobre él. Los habitantes de la ciudad están extrañamente orgullosos de este hecho, y hasta llegan a decir que es más fácil morir asfixiado que ahogado en el Ankh. También mantienen que el agua del río es increíblemente pura: "Cualquier agua que haya pasado por tantos riñones, razonan, tiene que ser pura a la fuerza". Debido a siglos de construcción sobre construcción, el lecho del río es más alto que algunas partes de la ciudad. Cuando las nieves del invierno inflan su caudal, las áreas de renta-baja de Morpork se inundan. En primavera algunas partes del río se incendian, en otras germinan pequeños árboles y también el Ankh se convierte en una sombra de verdor. Los pájaros zancudos son aparentemente poco comunes, ya que sus patas podrían ser corroídas por la contaminación. Los peces que se sabe que existen han sido descritos como aspiradoras, y explotan si son llevados a aguas limpias. Hay muchos microorganismos viviendo en el río, lo cual para Mustrum Ridcully es una prueba de que el agua es potable: cualquier cosa capaz de soportar tanta vida tiene que ser saludable.
Aunque algunas ciudades han sido invadidas por bárbaros que se aproximaban por el río, este es un peligro menor con el Ankh, ya que cualquier flota invasora debe ir precedida por una cuadrilla de hombres esgrimiendo palas. Si eso llega a pasar, hay un cuerno mágico en el Palacio del Patricio que se dice que golpearía él mismo.
Cuando la ciudad se incendia, las puertas del río se cierran, y el río crece y sofoca las llamas. Lo cual tiene el desafortunado efecto secundario de destruir cualquier edificio que se hubiera salvado de las llamas. En el libro "Hombres de Armas" y en el juego de ordenador Discworld Noir el Ankh es descrito como "El único río del universo en el que los investigadores pueden dibujar con tiza el contorno de un cadáver".

## Fiestas
| Fecha                                                                      | Nombre                                                                                       |
| -------------------------------------------------------------------------- | -------------------------------------------------------------------------------------------- |
| 1 Ick                                                                      | Día de la Vigilia de los Puercos (Año nuevo, Navidad)                                        |
| 28 de abril                                                                | El cumpleaños de Terry Pratchett                                                             |
| 1 de mayo                                                                  | Día de Mayo (También llamado día de la flor de Mayo)                                         |
| 25 de mayo                                                                 | El 25 de mayo (conmemora la última revolución de Ankh-Morpork, pero solo si tu participaste) |
| 6 Grunio                                                                   | Día del Patricio (en realidad, cumpleaños de Stephen Briggs)                                 |
| El primer martes, miércoles y jueves tras la última media luna en Sektober | Días del Pastel de Alma                                                                      |
| 31 de diciembre                                                            | Vigilia de los Puercos                                                                       |
| 32 de diciembre                                                            | Noche de la Vigilia de los Puercos                                                           |

- Datos: Q2328564